# Jicchak Kaduri
Jicchak Kaduri (ur. ok. 1900 w Iraku, zm. 28 stycznia 2006 w Jerozolimie) – rabin ortodoksyjny, kabalista.

## Życiorys
Urodził się w Bagdadzie lub Basrze, na terenie Iraku, wówczas wchodzącego w skład Imperium osmańskiego; data urodzenia nie jest znana, przypada prawdopodobnie na koniec XIX wieku (podawane są daty w przedziale 1891–1905). Kształcił się m.in. pod kierunkiem rabina Bena Ish Haiego (zm. 1909) w Jerozolimie. Przez pewien czas służył w armii brytyjskiej jako tłumacz. W 1922 powrócił do Jerozolimy i kontynuował naukę w szkołach rabinackich. W jesziwie Porat Yosef był uczniem rabina Salmana Eliyahu, ojca późniejszego głównego sefardyjskiego rabina Izraela Mordechaja Elijjahu.
W 1948 przeniósł się ze Starego Miasta w Jerozolimie do dzielnicy Bucharim. W 1960 stanął na czele jesziwy Porat Josef, później prowadził jesziwę Nachalat Jicchak. Zyskał sławę jednego z najwybitniejszych współczesnych kabalistów i znawców Tory. Szczególnym szacunkiem był otoczony wśród Żydów sefardyjskich, rozpowszechniane były jego wizerunki z błogosławieństwem.
Cieszył się szacunkiem sił politycznych Izraela. Partia Szas przypisywała swój sukces wyborczy w 1996 modlitwom i amuletom Kaduriego; podobny wpływ Kaduri miał mieć na wybór Moszego Kacawa na prezydenta Izraela w 1999. W 1997 rabin wezwał króla Jordanii Husajna do działań na rzecz pokoju w regionie; doszło nawet rok później do spotkania rabina z królem Jordanii, znanym z wielu działań wymierzonych w Izrael.
Zmarł na zapalenie płuc w wieku ponad 100 lat, po dłuższym pobycie w szpitalu. Prezydent Kacaw we wspomnieniu pośmiertnym nazwał go „jednym z największych izraelskich rabinów”, w pogrzebie wzięło udział ponad 100 tysięcy osób. Kaduri miał licznych uczniów, nie wiadomo natomiast, czy pozostawił dzieła pisane.
Napisał przed śmiercią list, w którym ujawnił imię Mesjasza. W 2007 roku, ponad rok po śmierci rabina, otworzono list, w którym rabin zapisał imię Mesjasza. Według niego brzmi ono Jeszua - Jezus.
Był dwukrotnie żonaty; po śmierci pierwszej żony Sary w 1990, mimo podeszłego wieku ponownie się ożenił, zgodnie z tradycją żydowską nakazującą mężczyźnie posiadać żonę.